# También es rock
También es rock è il quinto album di Luis Miguel pubblicato nel 1984.

## Descrizione
La produzione è di Luisito Rey; il disco contiene 7 medleys, la maggior parte sono canzoni di Elvis Presley

## Tracce
1. Medley - "Negro es negro" ("Black Is Black"), "Rey criollo" ("King Creole"), "Muévanse todos" ("Twist and Shout"), El rock de la cárcel" ("Jailhouse Rock") – 4:28
2. Medley - "Nena no me importa" ("Baby I Don't Care"), "Trátame bien" ("Treat Me Nice") ,"Ahora o nunca" ("It's Now or Never") – 4:14
3. Medley - "Aviéntense todos" ("C'mon Everybody"), "Pólvora" ("Dynamite"), "Popotitos" ("Bony Moronie"), "Presumida" ("High Class Baby") – 4:21
4. Medley - "Perro callejero" ("Hound Dog"), "No seas cruel" ("Don't Be Cruel"), "Osito Teddy" ("Teddy Bear"), "Estremécete" ("All Shook Up") – 3:24
5. Medley - "Chica alborotada" ("Tallahassee Lassie"), "Confidente de secundaria" ("High School Confidential"), "Buen rock esta noche" ("Good Rockin' Tonight") – 3:00
6. Medley - "Susy Q" ("Susie Q"), "Memphis" ("Memphis Tennessee"), "Música de rock and roll" ("Rock and Roll Music") – 2:48
7. Medley - "Al compás del reloj" ("We're Gonna"), Rip It Up, "La marcha de los santos" ("The Saints Rock And Roll"), "Nos vemos cocodrillo" ("See You Later Alligator"), "Lucila" ("Lucille") – 4:10

Durata totale: 26:25